# X-motor
X-motor je batni motor na notranje zgorevanje, pri katerem so 4 vrste valjev nameščene v obliki črke X. V bistvu so dva V-motorja nameščena en nasproti drugemu. Vsi bati poganjajo skupno ročično gred. Koncept je deloma podoben zvezdastim motorjem.
X-motorji so v praksi zaradi teže in kompleksnosti zelo redki. Ford je testrial X-8 motor v 1920ih.Večina X motorjev je iz časa 2. svetovne vojne, namenjeni so bili pogonu letal.
Primeri X-motorjev:
- Ford X-8[2][3]
- Daimler-Benz DB 604 razvit za program Bombnik B, razvoj preklican
- Isotta-Fraschini Zeta R.C. 24/60, razvit za lovca Caproni Vizzola F.6Z, nedokončan
- Rolls-Royce Vulture, razvit na podlagi Peregrines za pogon bombnika Avro Manchester in lovca Hawker Tornado
- Rolls-Royce Exe, zračno hlajeni prototip
- Napier Cub, vodno hlajeni X-16 za pogon torpednega bombnika Blackburn Cubaroo
- Honda je eksperimentirala z X-motorji za pogon Formule 1 dirkalnikov